# Bécarde barrée
Pachyramphus versicolor
Espèce
Répartition géographique
Statut de conservation UICN

 LC  : Préoccupation mineure
La Bécarde barrée (Pachyramphus versicolor) est une espèce de passereaux de la famille des Tityridae.

## Liste des sous-espèces
Selon la classification de référence du Congrès ornithologique international (15.1, 2025) :
- P. v. costaricensis Bangs, 1908 — cordillère de Talamanca ;
- P. v. versicolor (Hartlaub, 1843) — Andes colombiennes et équatoriennes ;
- P. v. meridionalis Carriker, 1934 — Andes péruviennes et boliviennes.